# Gigantengrab von Troculu

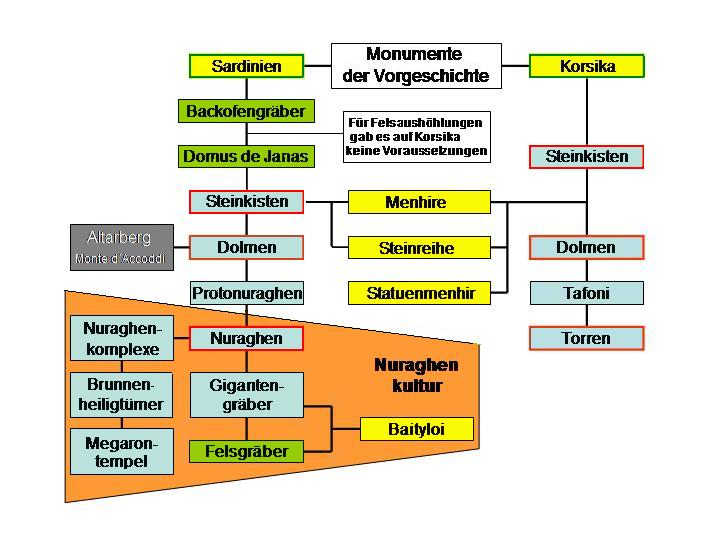
Typenreihe sardisch-korsischer Monumente

Das Gigantengrab von Troculu (auch Genna Troculu genannt) liegt nordwestlich von Villagrande Strisaili in der Provinz Ogliastra auf Sardinien, aber nicht an seinem ursprünglichen Platz. Es wurde beim Baus der Schnellstraße Nuoro-Lanusei abgebaut und versetzt aufgebaut. Die in Sardu „Tumbas de los zigantes“ und (italienisch Tombe dei Giganti) genannten Bauten sind die größten pränuraghischen Kultanlagen Sardiniens und zählen europaweit zu den spätesten Megalithanlagen. Die 321 bekannten Gigantengräber sind Monumente der bronzezeitlichen Bonnanaro-Kultur (2.200–1.600 v. Chr.), die Vorläuferkultur der Nuraghenkultur ist. Troculu wurde für den Bau der Schnellstraße Nuoro–Lanusei demontiert und in der Nähe neu zusammengesetzt.

## Typenfolge
Baulich treten Gigantengräber in zwei Varianten auf. Die Anlagen mit Portalstelen und Exedra gehören zum älteren Typ. Bei späteren Anlagen besteht die Exedra aus einer in der Mitte deutlich erhöhten Quaderfassade aus bearbeiteten und geschichteten Steinblöcken. Das Gigantengrab von Trculu ist eine Anlage des jüngeren Typs (mit Quaderfassade), bei der aber eine ältere Zentralstele (unbekannter Herkunft) verbaut wurde.

## Beschreibung
Das Gigantengrab hat eine Kammer aus in unregelmäßigen Reihen angeordneten und verschieden großen Granitblöcken von maximal 1,0 m Höhe und 0,50 m Breite. Der Zugang zur Kammer liegt im Südosten und besteht aus einer Granitplatte mit Türöffnung, die ursprünglich zu einer Portalstele (italienisch Stele bilitica) der älteren Bauart gehörte. Der Zugang führt in einen kurzen Gang (Länge 1,35 m; Breite 0,6 m), der in die rechteckige Kammer (Länge 9,5 m, Breite 1,35 m, Höhe 1,6 m) mündet. Die etwa 14,5 m breite Exedra ist mit etwa 8,0 m Tiefe ungewöhnlich tief und besteht aus einer Quaderstruktur, von der nur zwei Reihen erhalten sind.
In der Nähe liegen zwei Nuraghen und die Gigantengräber Pradu Su Chiai und Sa Carcaredda.